# 第一ゴム
第一ゴム株式会社（だいいちゴム）は北海道小樽市に本社を置く日本の企業。ゴム長靴の専業メーカー。北海道では唯一の自社デザイン、日本国内自社工場生産をする。

## 事業所
本社
- 北海道小樽市奥沢3丁目29番32号

化成品部
- 北海道小樽市奥沢3丁目28番12号

## 概要
1935年（昭和10年）に初代社長 浜村 由太郎が創業したゴム長靴のメーカー。
石川県出身の浜村は神戸のゴム工場でゴムの配合についての技術を習得し、大正10年に北海道にゴム長靴を売りに来たことがきっかけとなり後年「新興工業合資会社」としてゴム工場を操業した。
靴製造メーカーの多くが工場を海外に移転する中、第一ゴム㈱は現在も北海道 小樽の工場で天然ゴムを原料にゴム長靴を手作りしている。
代表的な商品としては1984年（昭和59年）に販売を開始した「シェブリー」シリーズがある。これは完成した長靴の表面にパイルを静電植毛したもので表面はスエードを思わせる風合いとなっている。発売開始から35年を経た今でも主力商品である。
また、廃タイヤのゴムを再生利用した「イークルー」シリーズの開発やアパレルブランドとの共同開発、アウトドアメーカーへのOEM供給なども行っている。
東京消防庁をはじめ全国の消防隊員が使用する編上げ長靴の生産も行っている。この製品は日本国内でも現在数社しか生産出来るメーカーは無く、高い技術力の証明となっている。
2018年には北海道応援キャラクター「雪ミク」とのコラボブーツの販売を開始し、2021年も第4弾の販売を開始した。

## 沿革
- 1935年（昭和10年）5月 - 新興化学合資会社として 浜村 由太郎が設立
- 1946年（昭和21年） - ゴム履物の製造を開始
- 1948年（昭和23年）5月 - 社名を「第一ゴム株式会社」に変更
- 1955年（昭和30年） - 日本工業規格（JIS）取得
- 1961年（昭和36年） - 内閣総理大臣賞受賞
- 1963年（昭和38年） - 火災により工場の半分を焼失、10月新工場落成
- 1968年（昭和43年） - 合成樹脂射出成型部門を設立
- 1975年（昭和50年） - 第一化工株式会社設立
- 1998年（平成10年） - 総ゴム製安全靴日本工業規格（JIS）取得
- 2007年（平成19年） - エコ長靴「イークルー」が長靴として初めてエコマーク取得[1]
- 2018年（平成30年） - 北海道応援キャラクター「雪ミク」コラボブーツ販売開始